# .NET Framework
.NET Framework (wym. dot net) – platforma programistyczna opracowana przez Microsoft, obejmująca środowisko uruchomieniowe (Common Language Runtime – CLR) oraz biblioteki klas dostarczające standardowej funkcjonalności dla aplikacji. Technologia ta nie jest związana z żadnym konkretnym językiem programowania, a programy mogą być pisane w jednym z wielu języków – na przykład C++/CLI, C#, F#, J#, Delphi 8 dla .NET, Visual Basic .NET. Zadaniem platformy .NET Framework jest zarządzanie różnymi elementami systemu: kodem aplikacji, pamięcią i zabezpieczeniami.
W środowisku tym można tworzyć oprogramowanie działające po stronie serwera internetowego (IIS) oraz pracujące na systemach, na które istnieje działająca implementacja tej platformy. Z racji jej pochodzenia najpełniej obsługiwane są systemy z rodziny Microsoft Windows, jednak ponieważ zasadnicza część platformy została zgłoszona jako standard ECMA, powstają także jego niezależne wdrożenia, np. Mono i dotGNU.
Microsoft ogłosił w październiku 2003 roku podczas konferencji PDC 2003, że następca systemu Windows XP będzie pracował w środowisku .NET, a aplikacje starszego typu (EXE) będą miały dostęp do zasobów maszyny przez przekształcenie na wywołania. 
W skład platformy wchodzą:
- kompilatory języków wysokiego poziomu – standardowo C++/CLI, C#, Visual Basic .NET, J#
- kompilator just-in-time kodu zarządzanego wraz z debuggerem.

W listopadzie 2014 Microsoft zapowiedział udostępnienie .NET na zasadach Open Source na licencji MIT.
Wersja 4.8 jest ostateczną wersją tego framework'a, jednak wciąż będzie otrzymywać poprawki zabezpieczeń i niezawodności. Do tworzenia nowych aplikacji Microsoft zaleca użycie następcy, otwartoźródłowego i wieloplatformowego – .NET.

## .NET jako rozwiązanie problemów z API
Aplikacje w obecnie funkcjonujących systemach operacyjnych firmy Microsoft są kompilowane do kodu maszynowego procesora, a z systemem operacyjnym komunikują się poprzez zestaw funkcji, dostarczanych przez system, zwanych Win32API (API). Takie rozwiązanie nastręcza wielu problemów, a głównymi z nich są:
- nieprzenośność programów między różnymi procesorami lub niewykorzystywanie przez aplikacje wszystkich możliwości procesora,
- nieprzenośność aplikacji między wersjami systemu ze względu na różnice w zestawie i działaniu funkcji z zestawu API.

Microsoft postanowił rozwiązać ten problem, stosując rozwiązania podobne do zastosowanego w Javie:
- kompilatory kompilują kod źródłowy do postaci uniwersalnego kodu zwanego kodem pośrednim (nazywa się on obecnie CIL – wcześniej zaś nazywany był MSIL),
- metoda klasy jest kompilowana do kodu maszynowego w momencie pierwszego wywołania, kolejne wywołania metody prowadzą już bezpośrednio do skompilowanego kodu. Jest to realizowane przez dołączenie do każdej metody w czasie ładowania modułu tymczasowego fragmentu kodu (ang. stub), który przekazuje sterowanie do kompilatora i jest następnie zastępowany przez skompilowany kod. Jest to tzw. kompilacja w locie (ang. just in time). Dostępna jest także możliwość skompilowania całego modułu w trakcie instalacji. Przy okazji przebudowano biblioteki klas ułatwiające dostęp do elementów systemu.

## Bloki składowe platformy .NET
- CLR (ang. Common Language Runtime) odpowiedzialny za lokalizowanie, wczytywanie oraz zarządzanie typami .NET. To trzon całej platformy .NET, ponieważ to właśnie do CLR należy zadanie kompilowania i uruchamiania kodu zapisanego językiem kodu pośredniego (CIL).
- CTS (ang. Common Type System) jest odpowiedzialny za opis wszystkich danych udostępnianych przez środowisko uruchomieniowe.
- CLS (ang. Common Language Specification) to zbiór zasad definiujących podzbiór wspólnych typów precyzujących zgodność kodu binarnego z dostępnymi kompilatorami .NET

## Języki programowania
Nowością, jaka pojawiła się w platformie .NET, jest Common Language Infrastructure. Każdy język programowania, który spełni odpowiednie standardy (chodzi głównie o tzw. common object model), będzie miał dostęp do biblioteki .NET.
Obecnie ponad 40 języków programowania jest zgodnych z .NET. Wiele z nich (np. Visual Basic, Delphi) musiało przejść istotne zmiany, by dostosować się do nowego środowiska. Dlatego też zwykle oznacza się języki dla platformy .NET przyrostkiem .NET (na przykład Delphi.NET, VB.NET).
Podstawowe języki dostarczane przez Microsoft:
- C#
- Visual Basic .NET
- F#
- C++/CLI (wcześniej Managed C++, wariant C++)
- J# (wariant języka Java opracowany przez Microsoft)
- JScript .NET (kompilowany wariant języka JScript)

Pozostałe ważniejsze języki programowania:
- COBOL
- Delphi (Delphi.NET – wersja 8 środowiska. Od roku 2008 Delphi nie wspiera .NET)
- Eiffel
- Fortran
- Lisp
- Nemerle (opracowany przez wrocławskich naukowców)
- Perl
- Python
- Smalltalk

## Standardy środowiska .NET
W sierpniu 2000 Microsoft, Hewlett-Packard i Intel wspólnie złożyły specyfikację Common Language Infrastructure i języka C# do ECMA jako propozycję standardu. Prace nad nimi odbywały się w ramach komitetu TC39 w podgrupach TG3 i TG2, przy współudziale m.in. IBM i Fujitsu. Zostały one ostatecznie zatwierdzone w grudniu 2001 jako ECMA-334 (C#) i ECMA-335 (CLI), a opis techniczny jako TR/84, a następnie przekazane do akceptacji przez ISO.
W kwietniu 2003 ISO uznało nadesłane standardy, nadając im numery ISO/IEC 23270 (C#), ISO/IEC 23271 (CLI) oraz ISO/IEC 23272 (CLI TR), a ECMA przyjęła je jako drugie wydanie swoich standardów.

### Technologie
Platforma .NET niesie ze sobą kilka pochodnych technologii. Można tu wymienić ADO.NET, służący do obsługi baz danych, oraz ASP.NET, służący do budowania dynamicznych stron WWW.

## Implementacje
- Microsoft .NET Framework – darmowe środowisko udostępniane przez Microsoft
- Mono – projekt Novella na licencji Open Source
- DotGNU Portable.NET – implementacja powstająca w ramach projektu GNU

## Środowiska programistyczne
Sztandarowym środowiskiem programistycznym firmy Microsoft związanym z platformą .NET jest Microsoft Visual Studio, umożliwiające pisanie w kilku językach programowania. Istnieją również inne środowiska współpracujące z platformą .NET, m.in. komercyjne rozwiązanie firmy Borland, oraz środowiska programistyczne opensource MonoDevelop oraz SharpDevelop.
W roku 2005 została wydana druga wersja środowiska .NET Framework 2.0, wraz z nią udostępniono darmowe zintegrowane środowisko programistyczne Visual Studio 2005 Express, które składa się z kilku osobnych produktów (Visual Basic 2005 Express Edition, Visual C# 2005 Express Edition, Visual C++ 2005 Express Edition, Visual J# 2005 Express Edition, Visual Web Developer 2005 Express Edition, SQL Server 2005 Express Edition).

## Wersje
Istnieją następujące wersje platformy .NET:
| Wersja  | Numer wersji    | Data wydania | Visual Studio           | Dołączona do Windows               |
| ------- | --------------- | ------------ | ----------------------- | ---------------------------------- |
| 1.0     | 1.0.3705.0      | 2002-02-13   | Visual Studio .NET      |                                    |
| 1.1     | 1.1.4322.573    | 2003-04-24   | Visual Studio .NET 2003 | Windows Server 2003, Windows XP    |
| 2.0     | 2.0.50727.42    | 2005-11-07   | Visual Studio 2005      |                                    |
| 3.0     | 3.0.4506.30     | 2006-11-06   |                         | Windows Vista, Windows Server 2008 |
| 3.5     | 3.5.21022.8     | 2007-11-19   | Visual Studio 2008      | Windows 7, Windows Server 2008 R2  |
| 3.5 SP1 | 3.5.30729.4926  | 2009-06-10   |                         |                                    |
| 4.0     | 4.0.30319.1     | 2010-04-12   | Visual Studio 2010      |                                    |
| 4.5     | 4.5.50709       | 2012-08-15   | Visual Studio 2012      | Windows 8                          |
| 4.5.1   | 4.5.50938.18408 | 2013-10-12   | Visual Studio 2013      | Windows 8.1                        |
| 4.5.2   | 4.5.51209.34209 | 2014-05-06   |                         |                                    |
| 4.6     |                 | 2015-07-20   | Visual Studio 2015      | Windows 10                         |
| 4.6.1   | 4.6.1055.0      | 2015-11-17   |                         |                                    |
| 4.6.2   |                 | 2016-08-03   |                         | Windows 10 v1607                   |
| 4.7     |                 | 2017-04-05   | Visual Studio 2017      | Windows 10 v1703                   |
| 4.7.1   |                 | 2017-10-17   | Visual Studio 2017      | Windows 10 v1709                   |
| 4.7.2   | 4.7.3062        | 2018-04-30   | Visual Studio 2017      | Windows 10 v1803                   |
| 4.8     | 4.8.3761        | 2019-04-18   | Visual Studio 2019      | Windows 10 v1903                   |
| 4.8.1   | 4.8.09032       | 2022-08-09   | Visual Studio 2022      | Windows 11                         |